# Fórmula de interpolação de Thiele
Em matemática, a fórmula de interpolação de Thiele define uma função racional {\displaystyle f(x)} a partir de um conjunto finito de entradas {\displaystyle x_{i}} e o valor da função {\displaystyle f(x_{i})}. O problema de gerar uma função cujo gráfico passa por um dado conjunto de valores da função é chamado interpolação. Esta fórmula de interpolação é nomeada em memória do matemático dinamarquês Thorvald Nicolai Thiele. É expressa como uma fração contínua, onde ρ representa a diferença recíproca:
{\displaystyle f(x)=f(x_{1})+{\cfrac {x-x_{1}}{\rho (x_{1},x_{2})+{\cfrac {x-x_{2}}{\rho _{2}(x_{1},x_{2},x_{3})-f(x_{1})+{\cfrac {x-x_{3}}{\rho _{3}(x_{1},x_{2},x_{3},x_{4})-\rho (x_{1},x_{2})+\cdots }}}}}}}